# Ken Kwapis
Kenneth William “Ken” Kwapis (Belleville, Illinois, 17 de agosto de 1957) é um cineasta estadunidense

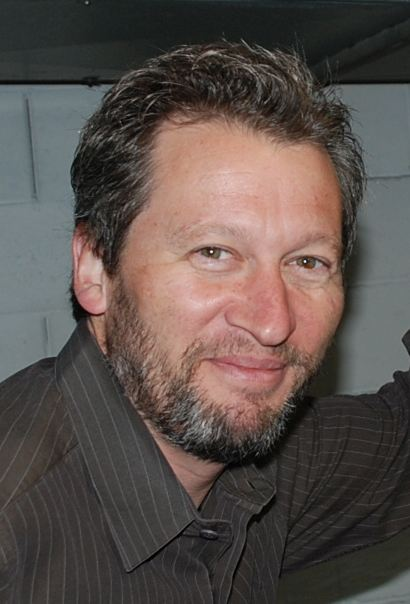
Ken Kwapis, 2008

Em 1985, assinou o primeiro longa-metragem, quando ele tinha 28 anos, no filme: Sigam o Pássaro Amarelo (Follow That Bird) (1985).
Entre seus filmes se destacam:
- Em Busca dos Misteriosos Poderes do Universo (Vibes) (1988)
- A Guerra dos Sexos (He Said, She Said) (1991)
- Macaco à Solta, Pânico no Hotel (Dunston Checks In) (1996)
- A Bela e o Ditador (The Beautican and the Beast) (1997)
- Quatro Amigas e um Par de Calças (The Sisterhood of the Traveling Pants) (2005)
- Licença para Casar (License to Wed) (2007)
- Ele Não Está Assim Tão Interessado (He's Just Not That Into You) (2009)
- O Grande Milagre (Big Miracle) (2012)
- A Walk in the Woods (2015)

Esses filmes contaram com a colaboração de Miles Goodman e Cliff Eidelman.